# Julia Romera Yáñez
Julia Romera Yáñez (Mazarrón, 5 de marzo de 1916-Barcelona, prisión de Les Corts, 6 de septiembre de 1941) fue una anarcosindicalista española, militante y activista de la Confederación Nacional del Trabajo (CNT), miembro de la Unió de Joventuts Antifeixistes y luchadora de la resistencia antifranquista. Murió a causa de las torturas y la tuberculosis en la prisión de Les Corts.

## Biografía
Julia Romera Yáñez era hija de Matilde Yáñez Pérez y del minero Francisco Romera Rodríguez. En 1918, a consecuencia de la epidemia de gripe, murieron sus padres con tres días de diferencia. María, su hermana mayor, quedó al cargo de los abuelos maternos en Cartagena y ella permaneció con los abuelos paternos en Mazarrón.
En 1921 la región murciana estaba en plena crisis económica; la paralización de las minas, la sequía de los campos y la carencia de trabajo provocaron una emigración masiva hacia zonas industrializadas. La familia Romera decidió emigrar a Santa Coloma de Gramanet (Barcelona) donde ya se habían trasladado dos años antes Mariana Romera Rodríguez, tía de Julia y su marido, Diego Berruezo Clement junto con sus hijos. Vivieron en la calle Ciudadela Alta, y después en el número 36 de la plaza de la Constitució. En aquellos momentos Santa Coloma era una pequeña población eminentemente agrícola, con unos 3000 habitantes, que diez años después, con la ola migratoria, alcanzaban ya los trece mil. En 1930, con 14 años, Julia trabajaba de tejedora en las Pañolerias Baró (Can Baró), donde muchos de los obreros estaban afiliados a la CNT.

### Militancia anarquista
En 1931, con el advenimiento de la Segunda República Española, se legalizó y reorganizó la CNT, que había estado en la clandestinidad durante la Dictadura de Primo de Rivera. Paralelamente, pero con independencia del sindicato, actuaban las Juventudes Libertarias de Catalunya. El local de reunión o Casa del Pueblo estaba situado en la esquina del paseo de Llorenç Serra con la avenida de Santa Coloma. Se hacían conferencias, representaciones teatrales, editaban una revista y panfletos, también organizaban excursiones y tenían un programa de enseñanza nocturna y gratuita, basado en la Escuela Racionalista, dirigido a militantes de todas las edades que no dispusieran de medios para estudiar. Julia se afilió hacia los años 1934-35 y pronto se convirtió en una figura destacada. A partir de julio de 1936, ya iniciada la guerra civil, la mayoría de jóvenes marcharon voluntarios al frente y Julia fue nombrada secretaria general, cargo que compaginó con el de tesorera, colaboradora del Socorro Rojo y responsable de la edición de la revista Aurora Libre.
En 1938 José Berruezo Silvente, familiar de Julia, y presidente de la Casa del Pueblo, fue nombrado alcalde de Santa Coloma, cargo que ocupó hasta el final de la guerra civil, convirtiéndose en el último alcalde republicano.
El 27 de enero de 1939 las tropas marroquíes del ejército franquista ocuparon Santa Coloma. Muchos republicanos se marcharon al exilio, pero Julia en aquellos momentos cuidaba a su abuela enferma y a pesar de los consejos de sus compañeros, no valoró suficientemente las graves consecuencias que le podría reportar su militancia y se quedó.

### La resistencia y la creación de la UJA
Un grupo de jóvenes entre 15 y 23 años, algunos con experiencia militar como Epifanio García Murcia y Joaquim Miquel, decidieron no aceptar la derrota y pusieron en práctica tácticas de guerrilla. El grupo se autodenominaba UJA (Unión de Juventudes Antifascistas) La incorporación de Julia se produjo, según el sumario, a principios de mayo de 1939.

### La represión
Fueron descubiertos y el 30 de mayo de 1939 empezaron las detenciones. Los encontraron en posesión de una máquina de escribir, cinco fusiles, tres rifles y munición. Romera fue trasladada a la comandancia de la Guardia Civil donde permaneció incomunicada. Durante tres días fue interrogada, torturada y vejada, sin que consiguieran ninguna confesión. El 2 de junio, sin poder andar, desfigurada y con el vientre hinchado por las lesiones internas, fue trasladada al teatro Cervantes de Badalona, habilitado como prisión, y posteriormente ingresó como preventiva en la Prisión de Mujeres de Les Corts de Barcelona.

### El consejo de guerra
El 2 de enero de 1940 se celebró el Consejo de guerra en el que veinticinco personas (tres de ellas menores de edad) fueron juzgadas. El fiscal pidió para Julia la pena de muerte, pero finalmente fue condenada a cadena perpetua.

### La prisión de Les Corts
Cuando Julia ingresó en Les Corts, el censo era de 1400 reclusas, la comida escasa y las condiciones de vida deplorables. Compartió celda con Conxita Vives y la actriz Maruja Tomàs i Martí.
A finales del verano de 1941, después de sufrir fiebres recurrentes, el médico de la cárcel le diagnosticó una tuberculosis avanzada, agravada por las graves lesiones internas que arrastraba a raíz de las torturas y pésimas condiciones de vida. Fue ingresada en la enfermería de la cárcel y murió el 6 de septiembre a las 10 de la noche, habiendo rechazado el auxilio espiritual que le proponía el cura de la cárcel. Las compañeras de Julia recaudaron algo de dinero para que pudiera tener un entierro digno.

## Memoria histórica y reconocimientos
En 2002, como culminación de las peticiones vecinales, se inauguró, en Santa Coloma de Gramanet, el Ateneo popular que lleva su nombre.
En 2016 se programó una exposición y un acto de homenaje a Julia Romera Yáñez, organizado por el grupo de historia José Berruezo.
En 2017, en el marco de las acciones de recuperación de la memoria histórica de Santa Coloma de Gramanet, se procedió a cambiar el nombre franquista del pasaje de la Victoria, por la calle de Julia Romera Yáñez. En la placa se puede leer "Luchadora por la libertad".